# Бурнс, Фрэнк Свифт
Фрэнк Свифт Бурнс (1866—1935) — американский орнитолог и врач. Участвовал в двух экспедициях на Филиппины с Дином Конантом Вустером. В 1887—1888 они приняли участие в экспедиции, которую спонсировал Джозеф Бил Стир, а в 1890—1892 в другой, спонсором которой выступили Луи Ф. Менаж и Академия естественных наук Миннесоты. Эти две экспедиции собрали «урожай» из тысяч образцов видов животных и птиц, включая такие новые открытия, как Nycticebus borneanus и Gallicolumba menagei. После возвращения из второй экспедиции Бурнс перебрался в Анн-Арбор, штат Мичиган. Там он получил степень по медицине и стал врачом.